# Antonio Barberini
Antonio Barberini (ur. 4 sierpnia 1608 – zm. 4 sierpnia 1671) – włoski kardynał. Bratanek papieża Urbana VIII i brat kardynała Francesco Barberini.

## Życiorys
Już jako nastolatek otrzymał od swego wuja papieża bogate beneficja, m.in. został komendatariuszem rzymskiego przeoratu zakonu rycerskiego joannitów. W sierpniu 1627 Urban VIII mianował go kardynałem in pectore, nominację ogłoszono w lutym 1628. Pełnił szereg funkcji kościelnych m.in. prefekta Trybunału Apostolskiej Sygnatury Sprawiedliwości (1628-33), archiprezbitera bazyliki liberiańskiej (1633-71), legata w Urbino (1631-33) i Awinionie (1633-45), naczelnego wodza armii papieskiej, sekretarza Listów Apostolskich, opata komendatoryjnego Tre Fontane, Nonantola i Subiaco. Był także prefektem Świętej Kongregacji Propaganda Fide (od 1632) i kamerlingiem Świętego kościoła Rzymskiego (od 1638). 1636-44 pełnił funkcję protektora Francji przy Stolicy Apostolskiej, w tej roli uczestniczył w konklawe 1644. Od 1633 był także protektorem księstwa Sabaudii. Podobnie jak jego brat i wuj, był mecenasem sztuki, m.in. współtworzył Teatro Barberini i zgromadził sporą bibliotekę. Korzystał z pozycji kardynała-nepota do wzbogacenia się i żył jak świecki książę, a jego życie osobiste było stałym tematem miejskich plotek. W latach 1642–44 jako legat a latere w Bolonii, Romanii i Ferrarze dowodził wraz z bratem Taddeo Barberini armią papieską w pierwszej wojnie o Castro, zakończonej klęską pod Lagoscuro.
Nowy (od 1644) papież Innocenty X wszczął śledztwo przeciwko Antonio Barberiniemu i jego braciom o nielegalne wzbogacenie się kosztem majątku Stolicy Apostolskiej. Aby uniknąć aresztowania, bracia uciekli do Francji pod opiekę kardynała Giulio Mazzarini. W 1653 uzyskał przebaczenie i powrócił do Rzymu (jego brat Francesco powrócił już w 1648, a Taddeo zmarł w Paryżu w 1647). Za pontyfikatu Aleksandra VII (1655-67) Antonio odzyskał skonfiskowane dobra. W tym też okresie odmienił swój dotychczasowy świecki styl życia, poświęcając się religii, m.in. przyjął święcenia kapłańskie i zaangażował się w kampanię przeciw jansenizmowi. W 1653 król Ludwik XIV mianował go swoim Wielkim Jałmużnikiem oraz biskupem Poitiers. Ta druga nominacja nie zyskała jednak aprobaty papieża. Kardynał biskup Frascati (1655-61) i Palestriny (od 1661). Od 1657 arcybiskup Reims z nominacji Ludwika XIV, zatwierdzony przez Stolicę Apostolską 10 lat później. Pełnił też urząd protektora wielu zakonów, m.in. dominikanów. Subdziekan Świętego Kolegium Kardynałów od marca 1671. Zmarł w Nemi koło Albano w wieku 63 lat.